# Karel Ort
Karel Ort (11. února 1889 Koštice – 1. února 1920 New York) byl český elektroinženýr, radiomechanik, konstruktér a vynálezce, po část svého života působící v USA. Byl mimořádně talentovaným konstruktérem, který byl v letech 1915 až 1920 zaměstnán u předních amerických elektrotechnických firem té doby (Westinghouse, Marconi).

## Život

### Rodina a mládí
Narodil se v Košticích nad Ohří nedaleko Loun v rodině mlynáře a podnikatele Josefa K. Orta a jeho manželky Antonie. Jeho otec pocházel z východních Čech, po jistý čas také pobýval v USA, ve zdejších početných českých komunitách. Roku 1882 pak zakoupil koštický mlýn na Ohři, který postupně, jakožto technický nadšenec, přeměnil na mlýn poháněný parmím strojem (firma První automatický mlýn, pekárna a elektroturbína Josefa K. Orta v Košticích n. Ohří). Rovněž se zabýval elektrotechnikou a již na přelomu století se zabýval myšlenkou zbudování vlastní vysílací a přijímací radiostanice v Košticích.
Českou obecnou školu navštěvoval Karel ve svém rodišti a v dalším studiu pokračoval na reálce v Lounech, posléze pak v Praze. V dalším studiu pokračoval na pražské české technice, následně pak přestoupil na univerzitu v německém Karlsruhe, kde studium roku 1912 zakončil ziskem titulu Ing. Již během studia se projevil jakožto zdatný technik a konstruktér, v rámci univerzitního studia publikoval několik desítek odborných článků. Ve spolupráci se svým přítelem, ing. Riegerem, provedli pokusy s bezdrátovým přenosem na 600 metrů, tedy nejdelší vzdálenosti, jaké kdo v Rakousku-Uhersku podrobil experimentu.
Následně byl zaměstnán v elektrotechnickém závodě Kolben v Praze, dále pak v Lorenzových závodech v Berlíně. Vlastnil laboratoř na ostrově na Ohři u rodinného mlýna, jejíž součástí byl také 36 metrů vysoký vysílací stožár, který by umožňoval přenos signálu mezi stanicemi v Košticích a na pražské technice. Povolení ke zřízení stanice v Košticích zaslané roku 1914 nebylo z důvodu vypuknutí první světové války uděleno.

### V zahraničí
Roku 1915 odcestoval za prací a studiem do Švédska, kde po jistý čas žil a působil. Téhož roku se rozhodl vypravit se na cestu lodí od švédského pobřeží k Islandu. Parník S/S Frederik VIII byl však, v atmosféře probíhající světové války, v Severním moři zadržen plavidly britského námořnictva, z jehož rozhodnutí byla loď donucena k odplutí na Shetlandské ostrovy, posléze pak do New Yorku.

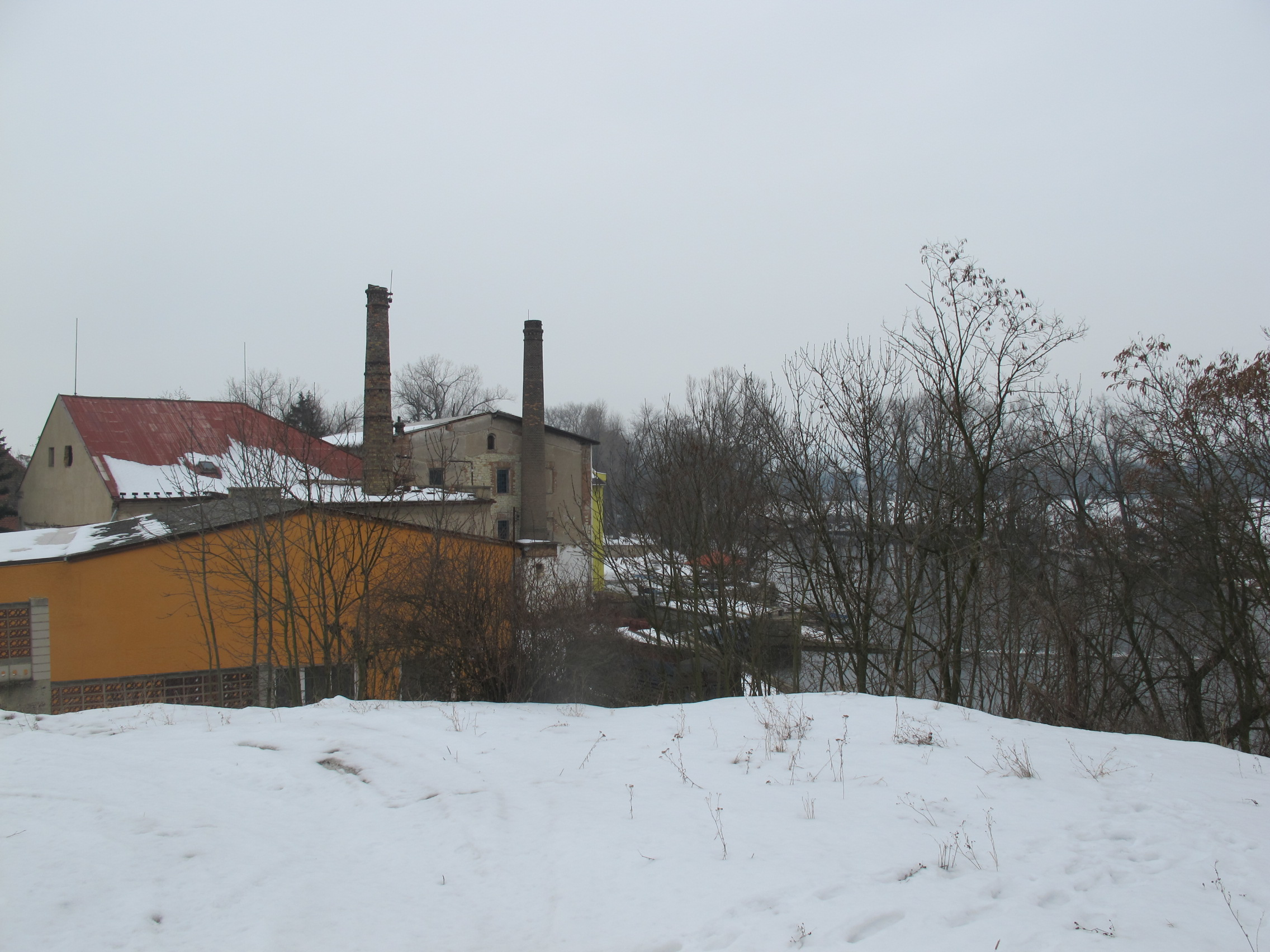
Někdejší Ortův parní mlýn v Košticích

Zde se Ort, s dopomocí otcových kontaktů, následně usadil a získal pracovní místo v elektrotechické továrně firmy Western Electric Comp. Postup v kariérním žebříčku zastavilo až propuštění následkem vstupu USA do války, což vedlo k propouštění zaměstnanců-občanů nepřátelských mocností. Nadále se věnoval konstrukční a výzkumné práci ve svém newyorském bytě, zejména v oboru elektronových lamp, pro firmu Research Corporation. Po zaměstnání u Westinghouse Lamp, kde se rychle vypracoval na jednu z vedoucích pozic závodu, přijal místo v továrně Marconi, vlastněné italským inženýrem Guglielmeme Marconim, vynálezcem bezdrátového přenosu signálu. I zde záhy dosáhl rychlého kariérního postupi a pozice člena konstrukční skupiny závodu.

### Vlastní podnikání
Po skončení první světové války a vzniku Československé republiky se Ort rozhodl vrátil zpět do Čech a zahájit v ČSR vlastní podnikání v nově založené firmě. Ze zámoří přicestoval během roku 1919, zajistil patentovou ochranu svých vynálezů a ve spolupráci s ing. Riegerem započal s přípravami zbudování nového závodu v Praze-Holešovicích, k čemuž mu otec poskytl finanční prostředky. Rovněž se Karel připravoval na převzetí koštického mlýna, která ovšem na podzim 1919 vyhořel a Josef Ort byl spolu se svým zetěm Václavem Loupalem zatčeni za obohacování se na potravinách v těžkém poválečném období.

### Úmrtí
V listopadu 1919 odplul Ort zpět do USA, aby zde ukončil své závazky u firmy Macroni. Onemocněl však španělskou chřipkou, které následně 1. února 1920 v New Yorku ve věku 30 let podlehl. Jeho ostatky byly přepraveny do Československa a pohřbeny na hřbitově v Košticích.
Továrna v Holešovicích, mj. za přispění ing. Riegra, v Holešovicích později vznikla, zabývala se především výrobou žárovek. Po únoru 1948 byla pak znárodněna a přeměněna na závod Tesla Holešovice.
V rodných Košticích byl Karlu Ortovi u zdi rodinného mlýna odhalen kamenný památník s pamětní deskou.